# Nagykerpesd
Nagykerpesd (románul Cornișești) falu Romániában, a Partiumban, Bihar megyében.

## Fekvése
Magyarcsékétől délkeletre, Belényestől északnyugatra, Alsótopa déli szomszédjában fekvő település.

## Története
A települést 1508-ban említette először oklevél Korpafalva néven.
1692-ben Korpa Falua, 1808-ban Kerpest néven írták.
A falu egykori birtokosa a királyi kincstár volt, de a 19. század első felében Verner Jakab is birtokos volt itt.
1851-ben Fényes Elek írta a településről:
Kerpest (Nagy-), Bihar vármegyében, 420 óhitű, 10 katholikus lakossal,
óhitű anyatemplommal, derék uri lakkal. Vize a Ró patak. Birja Verner László.
1910-ben 511 lakosából 12 magyar, 499 román volt. Ebből 5 református, 498 görögkeleti ortodox, 7 izraelita volt.
A trianoni békeszerződés előtt Bihar vármegye Magyarcsékei járásához tartozott.
A 2002-es népszámláláskor 286 lakosa mind román volt.

## Nevezetességek
- Görögkeleti temploma 1750-ben épült.